# Madrepora
Genre
Madrepora est un genre de scléractiniaires (coraux durs).

## Liste d'espèces
| Selon World Register of Marine Species (31 décembre 2015) : - Madrepora arbuscula Moseley, 1881 - Madrepora astroites Forskål, 1775 - Madrepora carolina Pourtalès, 1871 - Madrepora minutiseptum Cairns & Zibrowius, 1997 - Madrepora oculata Linnaeus, 1758 - Madrepora porcellana Moseley, 1881 - Madrepora securis Dana, 1846 - Madrepora trochiformis Pallas, 1766 † | Selon ITIS (31 décembre 2015) : - Madrepora arbuscula (Moseley, 1881) - Madrepora carolina (De Pourtalès, 1871) - Madrepora kauaiensis Vaughan, 1907 - Madrepora minutiseptum Cairns & Zibrowius, 1997 - Madrepora oculata Linnaeus, 1758 - Madrepora porcellana (Moseley, 1881) - Madrepora vitiae (Squires & Keyes, 1967) |